# Бесерра, Гаспар
Гаспа́р Бесе́рра (исп. Gaspar Becerra; 1520[…], Баэса, Королевство Хаэн, Королевство Кастилия и Леон — 23 января 1568, Мадрид, Королевство Толедо, Королевство Кастилия и Леон) — испанский художник, скульптор и архитектор эпохи Возрождения.
Родился в Баэса в 1520 году. Бесерра уехал учиться в Рим, где изучал творчество Рафаэля и Микеланджело и работал под руководством Джорджо Вазари над фресками в залах Дворца канцелярии. В 1556 году обосновался в Сарагосе. Вскоре поступил на службу королю Филиппу II, где он работал во дворце Эль-Пардо и Мадридском алькасаре. Его известность как скульптора почти превзошла его известность как художника. Его лучшим произведением была великолепная фигура Девы Марии, которая была уничтожена во время французской войны. В 1562 году назначен придворным скульптором, а с 1563 года — королевским художником. Среди его учеников был Мигель Баррозу, который работал в Толедо в 1585 году.